# Timothy Michael Healy
Timothy Michael Healy (17 de maio de 1855 – 26 de março de 1931), mais conhecido como Tim Healy, foi um politico nacionalista irlandês, jornalista, autor, advogado e um dos deputados irlandeses mais controversos da Câmara dos Comuns do Reino Unido da Grã-Bretanha e Irlanda. Sua carreira na política começou na década de 1880 no Partido Parlamentar Irlandês (IPP) sob o comando de Charles Stewart Parnell, e no fim da década de 1920 ele se tornou o primeiro Governor-Geral do Estado Livre Irlandês.